# Catalogue of Indian Plants
Catalogue of Indian Plants (abreviado Cat. Indian Pl.) es un libro con ilustraciones y descripciones botánicas que fue escrito por el cirujano y botánico escocés Robert Wight y publicado en Londres en 4 partes en los años 1833-1837.

## Publicación
- Parte n.º 1: 1-64. 28 May 1833;
- Parte nº 2: 65-112. 24 Sep 1834;
- Parte n.º 3: 113-128. Apr 1836;
- Parte n.º 4: 129-144. 25 Sep 1837 [Preface has the date 28 May 1833; p. 144 has the date 25 Sep 1837]